# 믹 랠리
믹 랠리(Mick Lally, 1945년 11월 10일 ~ 2010년 8월 31일)는 아일랜드의 교사, 연극 배우, 영화배우, 텔레비전 배우이다. 더블린에서 폐기종으로 사망하였다.

## 영화
- 프렌드쉽 (2010년) - 마이클 역
- 켈스의 비밀 (2009년)
- 헤일로우 이펙트 (2004년)
- 알렉산더 (2004년) - 말 장사꾼 역
- 단짝 친구들 (1995년)
- 남자의 비밀 (1994년)
- 론 이니쉬의 비밀 (1994년)